# Emblyna klamatha
Emblyna klamatha là một loài nhện trong họ Dictynidae.
Loài này thuộc chi Emblyna. Emblyna klamatha được Ralph Vary Chamberlin & Willis J. Gertsch miêu tả năm 1958.